# Байкова, Татьяна Дмитриевна
Татьяна Дмитриевна Байкова (1901 — 1956) — передовик советского сельского хозяйства, звеньевая колхоза «Искра Ильича» Клинского района Московской области, Герой Социалистического Труда (1948).

## Биография
Родилась в 1901 году в деревне Сохино, ныне территория города Клин, Московской области в крестьянской русской семье.
В 1930 году вышла замуж за Егора Сергеевича и переехала в деревню Голенищево. В 1937 году территория населённого пункта была затоплена в связи со строительством водохранилища. Вся семья переехала в деревню Бородино Клинского района. Трудоустроилась в колхоз "Искра Ильича".  
В годы Великой Отечественной войны была эвакуирована в город Челябинск. После завершения военных действий вернулась обратно в Бородино и вновь стала работать в колхозе.
Ей было доверено возглавить полеводческое звено по выращиванию зерновых. В звене трудились 15-20 колхозниц. По итогам уборки урожая в 1947 году звено получило 32,88 центнеров урожая ржи на площади 10,01 гектара.    
«За получение высоких урожаев ржи, пшеницы и картофеля в 1947 году», указом Президиума Верховного Совета СССР от 19 февраля 1948 года Татьяне Дмитриевне Байковой было присвоено звание Героя Социалистического Труда с вручением ордена Ленина и медали «Серп и Молот».
Продолжала и дальше трудиться в сельском хозяйстве до окончания своей жизни.  
Умерла в 1956 году. Похоронена на Демьяновском кладбище, ныне в черте города Клин. Могила утеряна.
После смерти супруги муж Егор Сергеевич продал все награды Героя Социалистического Труда Т.Д.Байковой. 

## Награды
За трудовые успехи была удостоена:
- золотая звезда «Серп и Молот» (19.02.1948);
- орден Ленина (19.02.1948);
- другие медали.